# Malé Dářko
Malé Dářko je rybník, který se nachází mezi Vojnovým Městcem a Radostínem v okrese Žďár nad Sázavou v nadmořské výšce 619 m. Je napájen vodami z Radostínského rašeliniště, které se nachází na rozvodí s bifurkací, kdy část vod z rašeliniště odtéká do řeky Doubravy a část do řeky Sázavy. Při vyšší hladině rybníka dochází taktéž k odtoku vod do obou povodí. Z rybníka odtéká Štírový potok, který bývá označován jako třetí pramenná větev řeky Doubravy. Rozloha rybníka činí 16,4 ha. Objem rybníka činí 60 tis. m³.

## Využití
Rybník je využíván k chovu ryb. Až do první světové války se v okolí rybníka těžila rašelina.

## Galerie

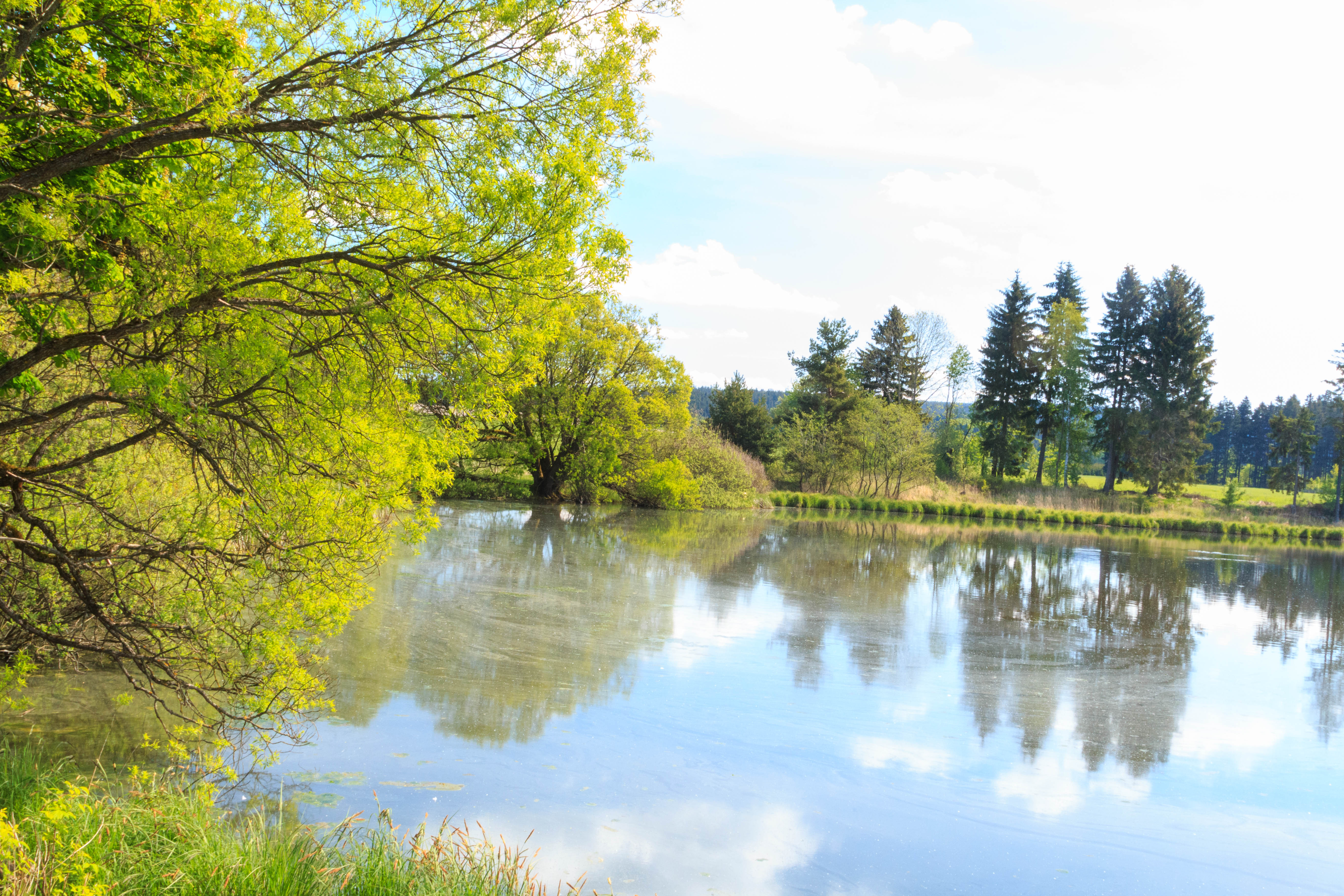
Pohled na rybník Malé Dářko
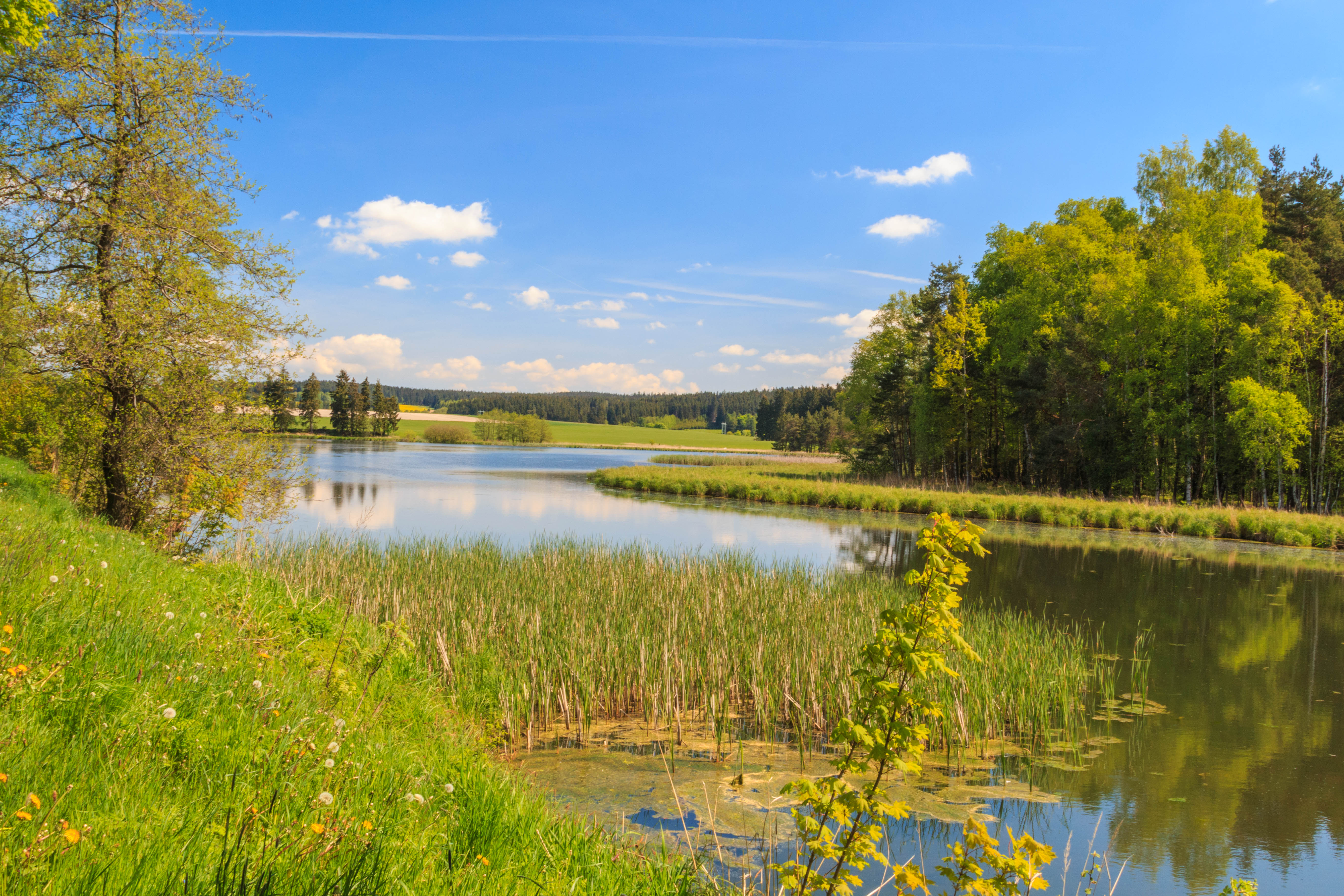
Pohled na rybník Malé Dářko
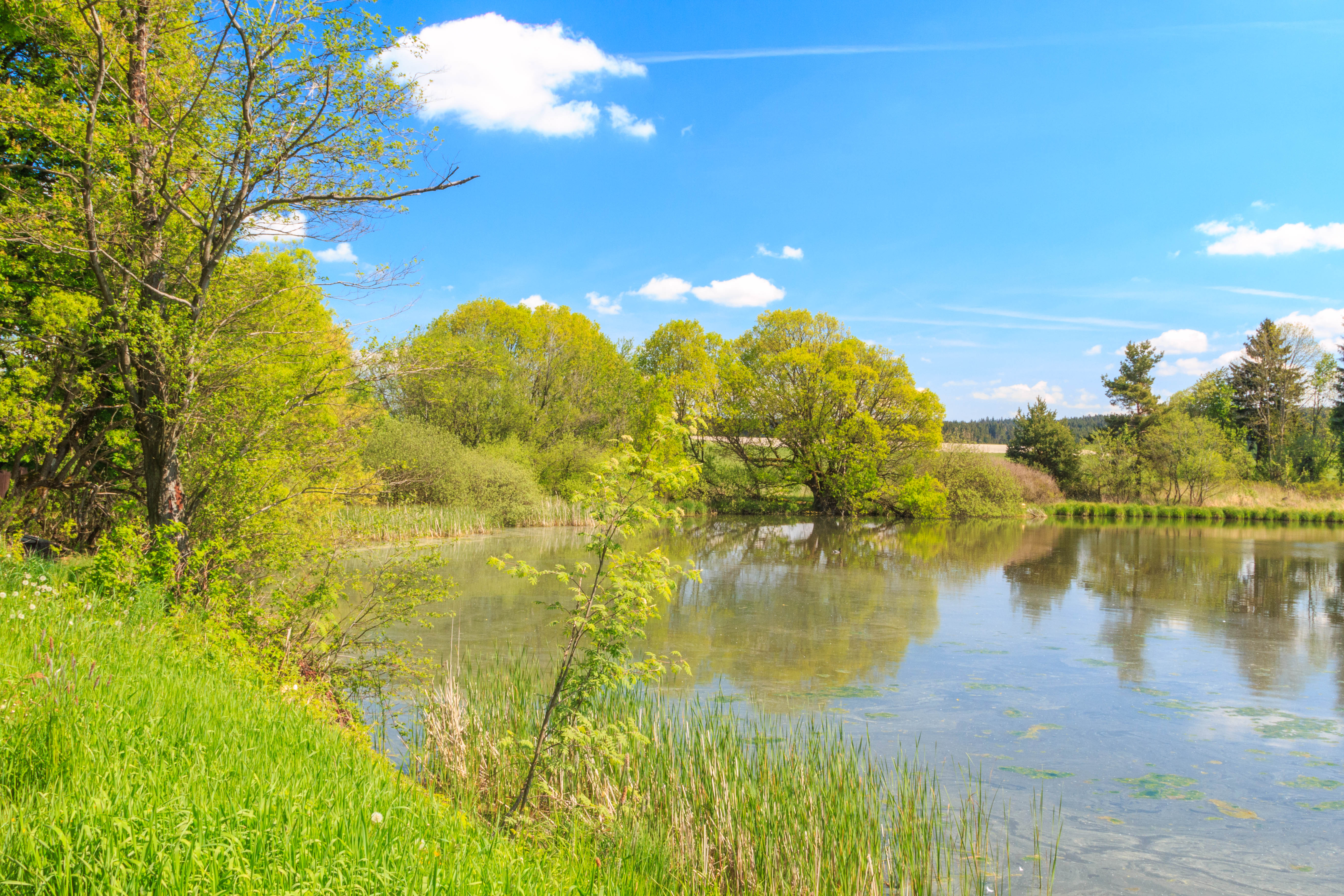
Pohled na rybník Malé Dářko
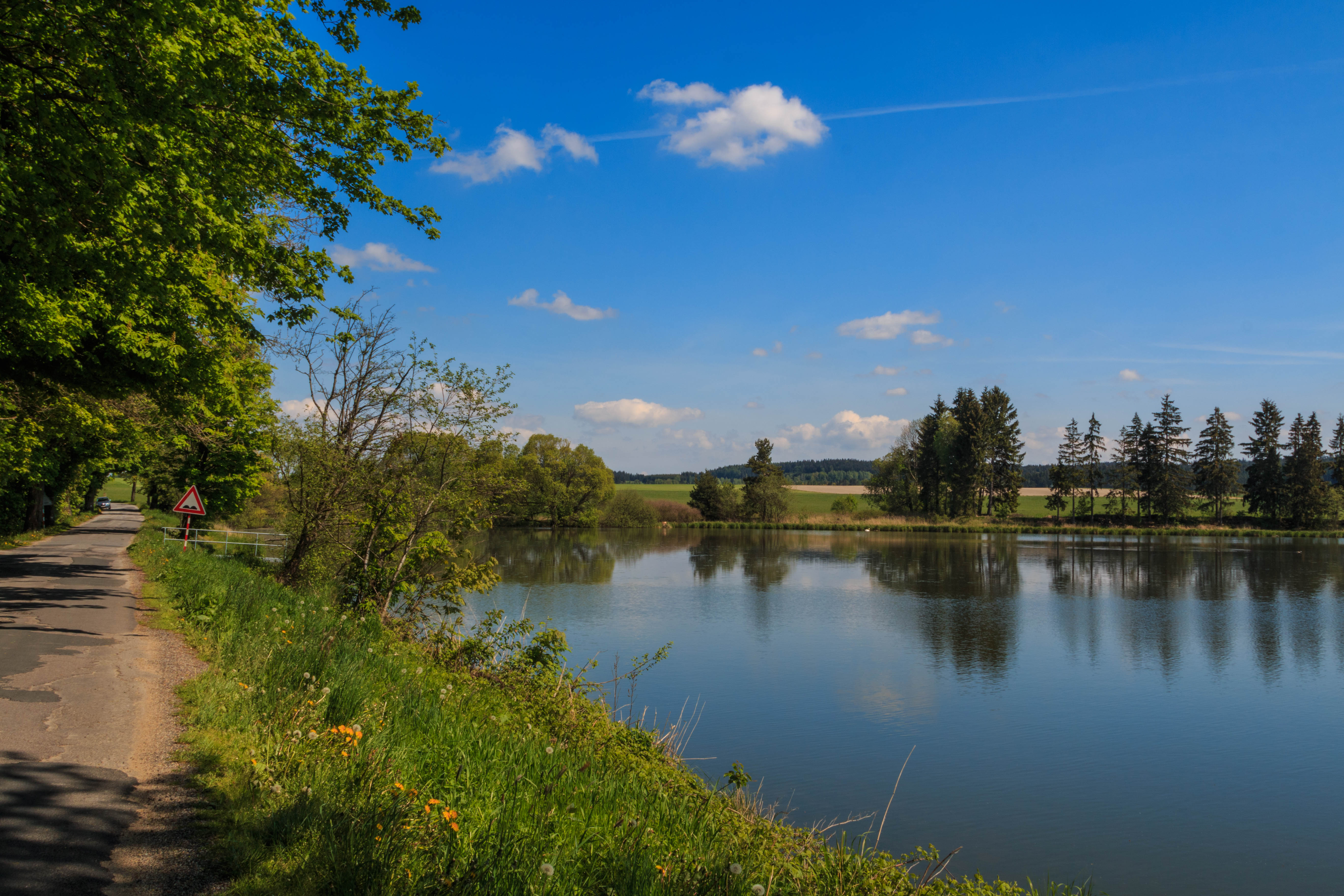
Pohled na rybník Malé Dářko